# Stanisław Stomma

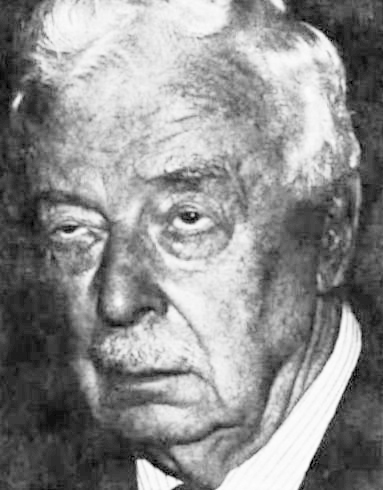
Stanisław Stomma

Stanisław Stomma (* 18. Januar 1908 in Szacuny bei Kiejdany, heute Litauen; † 21. Juli 2005 in Warschau) war ein polnischer Publizist und Politiker.

## Leben
Stanisław Stomma wurde 1946 Mitglied der Redaktionen der beiden katholischen Zeitschriften Znak und Tygodnik Powszechny. Von 1947 bis 1950 und von 1956 bis 1978 arbeitete er als Wissenschaftler an der Jagiellonen-Universität in Krakau. Zwischen 1957 und 1976 war Stomma für die katholische Laien-Organisation Znak als Abgeordneter im polnischen Sejm. In dieser Zeit gehörte er 1968 zu den Unterzeichnern einer Beschwerde gegen das Vorgehen gegen Studenten, 1976 enthielt er sich als einziger Abgeordneter bei der Abstimmung über Änderungen der sozialistischen Verfassung Polens. Nach 1989 gehörte Stomma zwei Jahre lang dem neu geschaffenen Senat an und wurde mit zahlreichen Auszeichnungen geehrt.
Der liberale Katholik Stomma gehörte zu den ersten polnischen Intellektuellen, die bereits in den 1950er Jahren den Kontakt mit Deutschland suchten und war einer der Wegbereiter der polnisch-deutschen Versöhnung. Dafür wurde er im Jahre 1988 mit dem Großen Bundesverdienstkreuz ausgezeichnet.